# Mewa ochocka
Mewa ochocka (Larus schistisagus) – gatunek dużego ptaka z rodziny mewowatych (Laridae), zamieszkujący wybrzeża północno-wschodniej i wschodniej Azji oraz zachodniej Alaski. Nie jest zagrożony wyginięciem.

## Systematyka
Gatunek ten opisał w 1884 roku Leonhard Hess Stejneger, nadając mu nazwę Larus schistisagus, która obowiązuje do tej pory. Miejsce typowe to Wyspa Beringa oraz okolice Pietropawłowska Kamczackiego. Jest to gatunek monotypowy (nie wyróżnia się podgatunków).

## Występowanie
Gatunek ten jest lęgowy na wybrzeżach północno-wschodniej i wschodniej Syberii, zachodniej Alaski i północnej Japonii, także na Wyspach Kurylskich, Wyspach Komandorskich i Sachalinie. Część populacji jest osiadła, a część zimuje w Japonii, Korei Północnej i Południowej, na wybrzeżu Chin i na Tajwanie (czyli głównie w rejonie Morza Ochockiego i Morza Japońskiego).
Wyjątkowo pojawia się w Europie; w Polsce stwierdzona po raz pierwszy w 2017 roku (obserwacja z roku 2016 nie uzyskała akceptacji Komisji Faunistycznej).

## Morfologia
Długość ciała: 55–67 cm; rozpiętość skrzydeł: 132–148 cm; masa ciała: 1050–1700 g. Obie płcie mają podobne upierzenie, choć samice są nieco mniejsze.

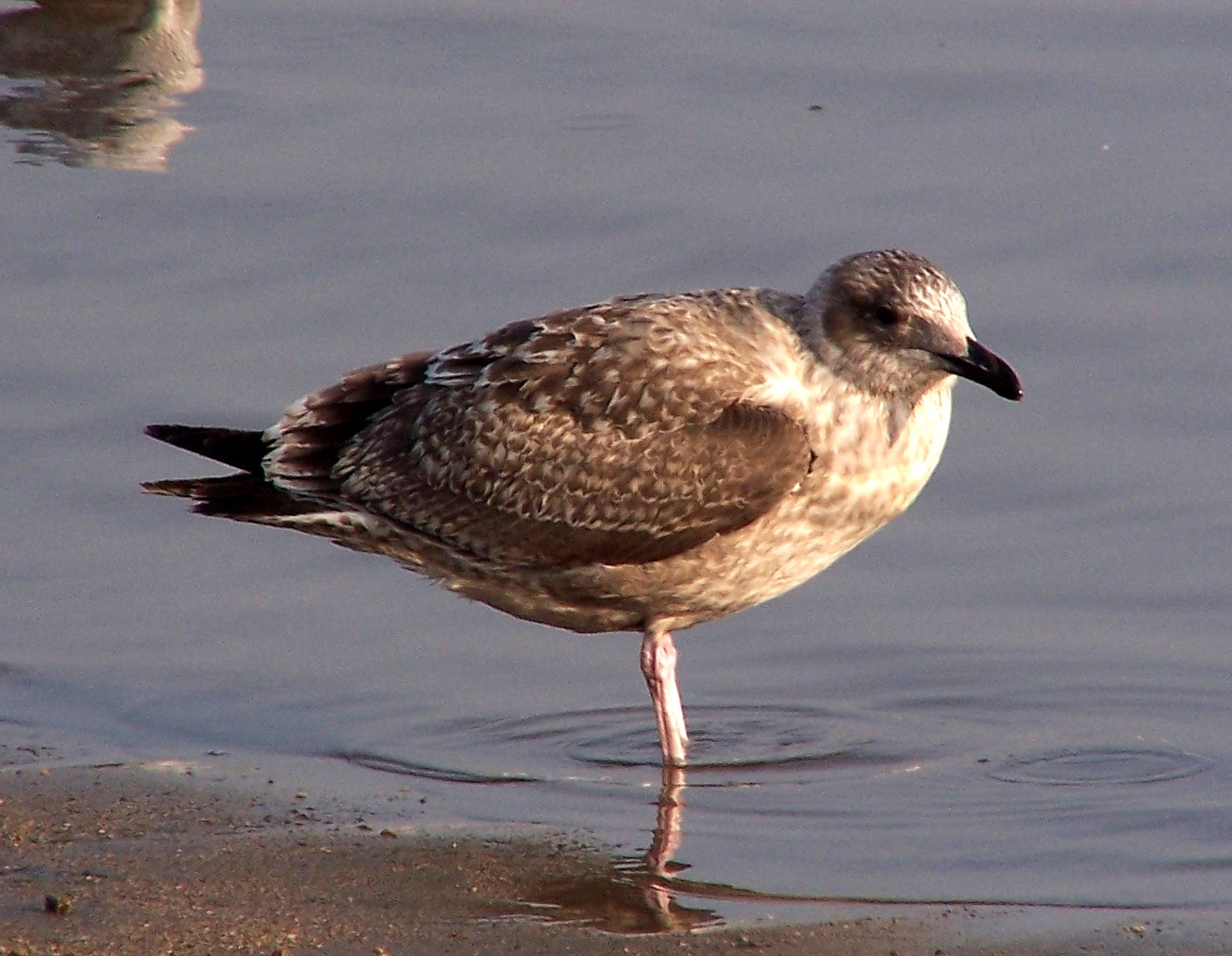
Osobnik młodociany

## Pożywienie
Podobnie jak inne mewy, mewa ochocka jest wszystkożerna – żywi się głównie rybami i morskimi bezkręgowcami, ale nie gardzi padliną, odpadkami, gryzoniami, a nawet owadami. Może rabować gniazda, a czasami także odbierać zdobycz innym morskim ptakom (kleptopasożytnictwo).

## Status
Międzynarodowa Unia Ochrony Przyrody (IUCN) uznaje mewę ochocką za gatunek najmniejszej troski (LC – Least Concern) nieprzerwanie od 1988 roku. Całkowita liczebność populacji nie jest dokładnie znana; w 2006 roku zgrubnie szacowano, że zawiera się w przedziale 25 000 – 1 000 000 osobników. Trend liczebności populacji również nie jest znany.